# Чемпионат мира по хоккею с шайбой среди молодёжных команд 1987
11-й чемпионат мира по хоккею с шайбой среди молодёжных команд прошёл в городах Топольчани, Тренчин, Нитра и Пьештяни с 26 декабря 1986 года по 4 января 1987 года. Звание чемпиона мира разыгрывали восемь сборных по круговой системе. Победу одержали хоккеисты сборной Финляндии, 2 место заняла сборная Чехословакии. Бронзовые медали достались сборной Швеции.
Чемпионат завершился дракой во время последнего матча турнира между сборными Канады и СССР (в ней принимали почти все игроки, включая запасных, кроме канадских нападающих Стива Немета, Пьера Тарджона и вратаря Джимми Уэйта).
Для советской молодёжной сборной это был самый провальный чемпионат в её истории: уверенно обыграв в первых двух турах явных аутсайдеров турнира (команды Польши и Швейцарии), они в следующих четырёх матчах (с командами Финляндии, Чехословакии, Швеции и США) набрали лишь очко. Перед матчем с Канадой советские хоккеисты уже ни на что не претендовали: независимо от результата того матча они занимали в турнире только 6-е место. Канадцы могли завоевать золотые медали, победив с разницей не менее, чем в три шайбы.
Главный арбитр матча Ганс Роннинг (Норвегия) с самого начала матча потерял контроль над игрой. Во втором периоде на 14-й минуте при счете 4:2 в пользу канадцев вспыхнула драка, и только после вызова полиции она прекратилась. Сборные были дисквалифицированы, все игроки матча тоже были дисквалифицированы на 18 месяцев, впоследствии дисквалификацию сократили до шести месяцев. Среди игроков того матча были такие будущие звезды НХЛ, как Теорен Флёри, Брендан Шэнахэн, Сергей Фёдоров и Александр Могильный. Впоследствии события того матча были охарактеризованы термином «Хоккейная драка в Пьештянах».

## Итоговая таблица
| Место | Сборная      | И | В | П | Н | ШЗ | ШП | О  |
| ----- | ------------ | - | - | - | - | -- | -- | -- |
| 1     | Финляндия    | 7 | 5 | 1 | 1 | 45 | 23 | 11 |
| 2     | Чехословакия | 7 | 5 | 2 | 0 | 36 | 23 | 10 |
| 3     | Швеция       | 7 | 4 | 2 | 1 | 45 | 11 | 9  |
| 4     | США          | 7 | 4 | 3 | 0 | 42 | 30 | 8  |
| 5     | Польша       | 7 | 1 | 6 | 0 | 21 | 80 | 2  |
| 6     | Швейцария    | 7 | 0 | 7 | 0 | 15 | 62 | 0  |
| DSQ   | Канада1      | 6 | 4 | 1 | 1 | 41 | 23 | 9  |
| DSQ   | СССР1        | 6 | 2 | 3 | 1 | 27 | 20 | 5  |

 Швейцария, заняв последнее место, выбыла в Группу В. 

1 Сборные  Канада и  СССР были дисквалифицированы за массовую драку игроков во время матча.